# 分割債務
分割債務（ぶんかつさいむ）とは、多数当事者間の債権債務関係の一つであり、債権の目的がその性質上又は当事者の意思によって不可分とされていない（可分の）債務で複数の債務者がいるものをいう（427条）。多数当事者間の債権債務関係は、債権の目的が性質上可分で当事者に別段の意思表示がない限り、分割債務あるいは分割債権となる。
- 民法は、以下で条数のみ記載する。

## 分割債務の対外的効力
分割債務における各債務者の債権者に対する関係（対外的効力）については、原則として各債務者は平等の割合で債務を有し、各債務者は自らの負担部分についてのみ負担するにすぎない。

## 分割債務の対内的効力
分割債務の一人の債務者と債権者との間に一定の事由が生じた場合の他債務者と債権者との関係（対内的効力）については、分割債務の複数の債務者のうち一人の債務者に生じた弁済などの事由は他の債務者に影響を及ぼさない（相対的効力、相対効）。

## 分割債務の内部関係
分割債務の各債務者間の関係については、各債務者が自らの債務の割合以上に弁済した場合には他債務者に求償を求めることができる。